# Syafiq Ahmad
Muhammad Syafiq bin Ahmad (Sungai Ara, 28 giugno 1995) è un calciatore malaysiano, attaccante del Johor Darul Ta'zim e della nazionale malaysiana.

## Carriera

### Club
Ha giocato nella massima serie malaysiana.
In carriera ha giocato complessivamente 10 partite in AFC Champions League (turni preliminari inclusi) e 5 partite in Coppa dell'AFC.

### Nazionale
Nel 2017 ha esordito in nazionale.